# ŠK Grafičar Zagreb
Športski klub Grafičar Zagreb (ŠK Grafičar) osnovan je u Zagrebu 1. rujna 1920. godine pod imenom Športski klub Grafika. Prema nekim izvorima  slijednik je Hrvatskog (tipografskog) športskog kluba Zagreb. Prostorije kluba bile su u Primorskoj ulici, a igralište na Munjarskom putu iza električne centrale. Za razvitak i uspjeh kluba od velikog je značaja bilo njegovo oslanjanje na Sindikat grafičkih radnika u Zagrebu. Značajnu ulogu u razvoju kluba imao je njegov dugogodišnji predsjednik Gabro Lorković.
Klupske boje 1932. bile su crvena i crna, adresa Primorska ulica 2, dok je za godinu osnutka navedena 1908.

## Nazivi kroz povijest
Klub je od 1. rujna 1920. godine do 1926. godine nosio naziv Športski klub Grafika. 1926. godine mijenja naziv u Športski klub Grafičar. Odlukom ministra narodnog zdravlja Federalne Države Hrvatske 6. lipnja 1945. godine ŠK Grafičar se raspušta. U lipnju 1945. godine obnavlja se pod imenom Fizkulturno društvo Grafičar. 10. listopada 1946. prestaje djelatnost kluba kada se spaja s „Amaterom“, „Slobodom“ i „Tekstilcem“ u FD Zagreb. Ponovo se obnavlja 1949. godine pod imenom Nogometni klub Grafičar, a konačno se raspušta 9. kolovoza 1960. godine kada igrači prelaze u NK Zagreb koji mijenja nakratko naziv u Grafički nogometni klub Zagreb.

## Natjecanje i uspjesi
Klub se natjecao u nižerazrednim prvenstvima Zagreba. Na turnirima radničkih klubova osvojio je prvo mjesto 1926. i 1927. godine. Najveći uspjeh postiže 1928. godine kada se natječe u I. razredu Zagrebačkog nogometnog podsaveza. Dvaput je osvojila turnir Bloka radničkih klubova.

## Zanimljivosti
Klub je raspušten 1960. godine nakon što je bez poraza postao prvak Podsavezne lige Zagreb 1959./60. (IV. razred nogometnog natjecanja u Jugoslaviji).

## Učinak po sezonama
| Sezona    | Razred | Liga                            | Broj momčadi | Mjesto | Sus. | Pob. | Neo. | Por. | Po.p. | Pr.p. | Bod. |
| --------- | ------ | ------------------------------- | ------------ | ------ | ---- | ---- | ---- | ---- | ----- | ----- | ---- |
| 1940./41. | III.   | Drugi razred prvenstva Zagreba  | 10           | 9.     | 15   | 3    | 2    | 10   | 26    | 45    | 8    |
| 1941./42. | III.   | Drugi razred prvenstva Zagreba  | 11           | 9.     | 20   | 5    | 2    | 13   | 36    | 67    | 12   |
| 1943./44. | II.    | Drugi razred – skupina Tomislav | 8            | 8.     | 13   | 3    | 0    | 10   | 20    | 50    | 6    |
| 1946.     | I.     | Prvenstvo Zagreba (B skupina)   | 8            | 7.     | 7    | 1    | 0    | 6    | 2     | 37    | 2    |
| 1950.     |        |                                 |              |        |      |      |      |      |       |       |      |
| 1951.     |        |                                 |              |        |      |      |      |      |       |       |      |
| 1952.     | III.   | I. razred prvenstva Zagreba     | 10           | 1.     | 18   | 15   | 0    | 3    | 65    | 23    | 30   |
| 1953./54. | IV.    | Zagrebačka liga                 | 13           | 5.     | 24   | 12   | 4    | 8    | 46    | 41    | 28   |
| 1955./56. | III.   | Zagrebačka nogometna liga       |              | 1.     |      |      |      |      |       |       |      |
| 1956./57. | II.    | Prva zona                       | 12           | 12.    | 22   | 5    | 1    | 16   | 20    | 69    | 11   |
| 1957./58. | III.   | Zagrebačka nogometna liga       | 14           | 13.    | 26   | 4    | 7    | 15   | 39    | 62    | 15   |
| 1958./59. |        |                                 |              |        |      |      |      |      |       |       |      |
| 1959./60. | IV.    | Podsavezna liga Zagreb          | 12           | 1.     | 22   | 18   | 4    | 0    | 82    | 20    | 40   |

## Poznati igrači
- Ivica Belošević